# .454 Casull

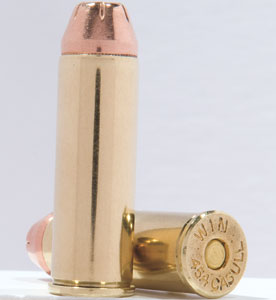
.454 Casull

.454 Casull är en revolverpatron skapad av Dick Casull. Den är främst avsedd som en revolverpatron och det finns inga halv- eller helautomatiska pistoler som använder patronen. Kulan väger 16 gram och använder en hylsa baserad på .45 Long Colt.
Tändhatten till patronen är egentligen en tändhatt för mindre gevärspatroner, och används for att skapa ett extremt högt tryck. Casullpatronen är en av de kraftigaste patronerna som fortfarande tillverkas.
Kalibern används bland annat i revolvern Taurus Raging Bull, men patronen blev också känd på grund av populärkulturen; Kouta Hiranos Hellsing använder patronen i huvudkaraktärens pistol.
Patronen är en Magnumpatron, då den har en drivladdning som är aningen kraftigare än även normala magnumpatroner.